# Bojarszczina (wieś nad Kasplą)
Bojarszczina (ros. Боярщина) – wieś (ros. деревня, trb. dieriewnia) w zachodniej Rosji, w osiedlu wiejskim Ponizowskoje rejonu rudniańskiego w obwodzie smoleńskim.

## Geografia
Miejscowość położona jest nad Kasplą, 5,5 km od granicy z Białorusią, 2,5 km od drogi regionalnej 66N-1607 (66N-1605 / Ponizowje – Koszewiczi), 10,5 km od drogi regionalnej 66K-30 (Diemidow – Ponizowje – Zaozierje), 10,5 km od centrum administracyjnego osiedla wiejskiego (sieło Ponizowje), 42 km od centrum administracyjnego rejonu (Rudnia), 92,5 km od Smoleńska.

## Demografia
W 2010 r. miejscowość zamieszkiwały 3 osoby.